# Mary Kerridge
Mary Kerridge (* 3. April 1914 in London; † 22. Juli 1999 in Windsor) war eine britische Schauspielerin.

## Leben und Karriere
Mary Kerridge 1914 in London geboren, war verheiratet mit John Counsell, einem Geschäftsführer von Theatre Royal, mit dem sie seit vielen Jahren am Theater arbeitete. Ihre Tochter ist die Schauspielerin Elisabeth Counsell. Sie wurde für ihre Arbeit im Fernsehen und im Theater, sowohl als Darstellerin und auch als Regisseurin bekannt. 1948 sah man sie in der Anna Karenina-Verfilmung von Regisseur Julien Duvivier mit Vivien Leigh, Ralph Richardson und Kieron Moore in der Rolle der Dolly Oblonskaya. 1955 spielte sie in Laurence Oliviers Verfilmung von  Richard III die Rolle der Königin Elisabeth.

## Filmografie (Auswahl)
- 1937: When Thief Meets Thief
- 1948: Anna Karenina
- 1948: Under the Frozen Falls
- 1955: The Blue Peter
- 1955: Richard III
- 1958: Herzlich willkommen im Kittchen (Law and Disorder)
- 1965: Curse of the Voodoo
- 1976: No Longer Alone